# Puchar IBU w biathlonie 2019/2020
Puchar IBU w biathlonie 2019/2020 – dwunasta edycja tego cyklu zawodów. Pierwsze starty odbyły się 28 listopada w norweskim Sjusjøen, natomiast ostatnie zawody rozegrano 6 marca 2020 w białoruskich Raubiczach, gdzie odbyła się najważniejsza impreza tego sezonu–mistrzostwa Europy, wliczane do klasyfikacji generalnej.
Tytułów z poprzedniego sezonu bronili Rosjanie: wśród kobiet Wiktorija Sliwko, natomiast u mężczyzn Anton Babikow.

## Wyniki

### Mężczyźni
| 1. Sjusjøen, 25 listopada–1 grudnia 2019 | 1. Sjusjøen, 25 listopada–1 grudnia 2019 | 1. Sjusjøen, 25 listopada–1 grudnia 2019 | 1. Sjusjøen, 25 listopada–1 grudnia 2019 | 1. Sjusjøen, 25 listopada–1 grudnia 2019 |
| Data                                     | Konkurencja                              | miejsce                                  | miejsce                                  | miejsce                                  |
| ---------------------------------------- | ---------------------------------------- | ---------------------------------------- | ---------------------------------------- | ---------------------------------------- |
| 28 listopada                             | Sprint na 10 km                          | Lucas Fratzscher                         | Harald Lemmerer                          | Aleksander Fjeld Andersen                |
| 30 listopada                             | Sprint na 10 km                          | Fredrik Gjesbakk                         | Sindre Pettersen                         | Lucas Fratzscher                         |
| 1 grudnia                                | Bieg pościgowy na 12,5 km                | Philipp Nawrath                          | Fredrik Gjesbakk                         | Lucas Fratzscher                         |

| 2. Ridnaun, 9–15 grudnia 2019 | 2. Ridnaun, 9–15 grudnia 2019 | 2. Ridnaun, 9–15 grudnia 2019 | 2. Ridnaun, 9–15 grudnia 2019 | 2. Ridnaun, 9–15 grudnia 2019 |
| Data                          | Konkurencja                   | miejsce                       | miejsce                       | miejsce                       |
| ----------------------------- | ----------------------------- | ----------------------------- | ----------------------------- | ----------------------------- |
| 12 grudnia                    | Supersprint                   | Lars Helge Birkeland          | Rudy Zini                     | Martin Perrillat-Bottonet     |
| 14 grudnia                    | Sprint na 10 km               | Maksim Warabiej               | Fredrik Gjesbakk              | Aleksandr Powarnicyn          |
| 15 grudnia                    | Bieg masowy na 15 km          | Lars Helge Birkeland          | Roman Rees                    | Håvard Bogetveit              |

| 3. Obertilliach, 16–21 grudnia 2019 | 3. Obertilliach, 16–21 grudnia 2019 | 3. Obertilliach, 16–21 grudnia 2019 | 3. Obertilliach, 16–21 grudnia 2019 | 3. Obertilliach, 16–21 grudnia 2019 |
| Data                                | Konkurencja                         | miejsce                             | miejsce                             | miejsce                             |
| ----------------------------------- | ----------------------------------- | ----------------------------------- | ----------------------------------- | ----------------------------------- |
| 18 grudnia                          | Bieg indywidualny na 15 km          | Serhij Semenow                      | Lucas Fratzscher                    | Lars Helge Birkeland                |
| 20 grudnia                          | Sprint na 10 km                     | Aleksander Fjeld Andersen           | Paul Schommer                       | Philipp Nawrath                     |

| 4. Osrblie, 6–12 stycznia 2020 | 4. Osrblie, 6–12 stycznia 2020 | 4. Osrblie, 6–12 stycznia 2020 | 4. Osrblie, 6–12 stycznia 2020 | 4. Osrblie, 6–12 stycznia 2020 |
| Data                           | Konkurencja                    | miejsce                        | miejsce                        | miejsce                        |
| ------------------------------ | ------------------------------ | ------------------------------ | ------------------------------ | ------------------------------ |
| 10 stycznia                    | Bieg indywidualny na 15 km     | Endre Strømsheim               | Roman Rees                     | Kiriłł Strielcow               |
| 12 stycznia                    | Sprint na 10 km                | Philipp Nawrath                | Vítězslav Hornig               | Roman Rees                     |

| 5. Osrblie, 13–18 stycznia 2020 | 5. Osrblie, 13–18 stycznia 2020 | 5. Osrblie, 13–18 stycznia 2020 | 5. Osrblie, 13–18 stycznia 2020 | 5. Osrblie, 13–18 stycznia 2020 |
| Data                            | Konkurencja                     | miejsce                         | miejsce                         | miejsce                         |
| ------------------------------- | ------------------------------- | ------------------------------- | ------------------------------- | ------------------------------- |
| 17 stycznia                     | Sprint na 10 km                 | Siemion Sucziłow                | Sivert Guttorm Bakken           | Endre Strømsheim                |
| 18 stycznia                     | Bieg pościgowy na 12,5 km       | Endre Strømsheim                | Rusłan Tkałenko                 | Kiriłł Strielcow                |

| 6. Martell, 3–9 lutego 2020 | 6. Martell, 3–9 lutego 2020 | 6. Martell, 3–9 lutego 2020 | 6. Martell, 3–9 lutego 2020 | 6. Martell, 3–9 lutego 2020 |
| Data                        | Konkurencja                 | miejsce                     | miejsce                     | miejsce                     |
| --------------------------- | --------------------------- | --------------------------- | --------------------------- | --------------------------- |
| 8 lutego                    | Sprint na 10 km             | Endre Strømsheim            | Martin Perrillat-Bottonet   | Lucas Fratzscher            |
| 9 lutego                    | Bieg masowy na 15 km        | Sturla Holm Lægreid         | Lucas Fratzscher            | Roman Rees                  |

| 7. Martell, 10–16 lutego 2020 | 7. Martell, 10–16 lutego 2020 | 7. Martell, 10–16 lutego 2020 | 7. Martell, 10–16 lutego 2020 | 7. Martell, 10–16 lutego 2020 |
| Data                          | Konkurencja                   | miejsce                       | miejsce                       | miejsce                       |
| ----------------------------- | ----------------------------- | ----------------------------- | ----------------------------- | ----------------------------- |
| 13 lutego                     | Supersprint                   | Vebjørn Sørum                 | Simon Schempp                 | Kiriłł Strielcow              |
| 15 lutego                     | Sprint na 10 km               | Jeremy Finello                | Said Karimułła Chalili        | Lars Helge Birkeland          |
| 16 lutego                     | Bieg pościgowy na 12,5 km     | Lars Helge Birkeland          | Erik Lesser                   | Lucas Fratzscher              |

| Mistrzostwa Europy, Raubiczy, 24 lutego–1 marca 2020 | Mistrzostwa Europy, Raubiczy, 24 lutego–1 marca 2020 | Mistrzostwa Europy, Raubiczy, 24 lutego–1 marca 2020 | Mistrzostwa Europy, Raubiczy, 24 lutego–1 marca 2020 | Mistrzostwa Europy, Raubiczy, 24 lutego–1 marca 2020 |
| Data                                                 | Konkurencja                                          | miejsce                                              | miejsce                                              | miejsce                                              |
| ---------------------------------------------------- | ---------------------------------------------------- | ---------------------------------------------------- | ---------------------------------------------------- | ---------------------------------------------------- |
| 26 lutego                                            | Supersprint                                          | Siergiej Boczarnikow                                 | Adam Václavík                                        | Dmytro Pidruczny                                     |
| 29 lutego                                            | Sprint na 10 km                                      | Matwiej Jelisiejew                                   | Andrejs Rastorgujevs                                 | Aleksander Fjeld Andersen                            |
| 1 marca                                              | Bieg pościgowy na 12,5 km                            | Siergiej Boczarnikow                                 | Sturla Holm Lægreid                                  | Sivert Guttorm Bakken                                |

| 9. Raubiczy, 2–6 marca 2020 | 9. Raubiczy, 2–6 marca 2020 | 9. Raubiczy, 2–6 marca 2020 | 9. Raubiczy, 2–6 marca 2020 | 9. Raubiczy, 2–6 marca 2020 |
| Data                        | Konkurencja                 | miejsce                     | miejsce                     | miejsce                     |
| --------------------------- | --------------------------- | --------------------------- | --------------------------- | --------------------------- |
| 4 marca                     | Sprint na 10 km             | Sivert Guttorm Bakken       | Maksim Warabiej             | Endre Strømsheim            |
| 5 marca                     | Sprint na 10 km             | Sivert Guttorm Bakken       | Lars Helge Birkeland        | Emilien Claude              |
| 6 marca                     | Bieg pościgowy na 12,5 km   | Sivert Guttorm Bakken       | Lars Helge Birkeland        | Wasilij Tomszyn             |

### Kobiety
| 1. Sjusjøen, 25 listopada–1 grudnia 2019 | 1. Sjusjøen, 25 listopada–1 grudnia 2019 | 1. Sjusjøen, 25 listopada–1 grudnia 2019 | 1. Sjusjøen, 25 listopada–1 grudnia 2019 | 1. Sjusjøen, 25 listopada–1 grudnia 2019 |
| Data                                     | Konkurencja                              | miejsce                                  | miejsce                                  | miejsce                                  |
| ---------------------------------------- | ---------------------------------------- | ---------------------------------------- | ---------------------------------------- | ---------------------------------------- |
| 28 listopada                             | Sprint na 7,5 km                         | Karoline Erdal                           | Kelsey Dickinson                         | Maren Hammerschmidt                      |
| 30 listopada                             | Sprint na 7,5 km                         | Irina Starych                            | Ołena Pidhruszna                         | Jekatierina Głazyrina                    |
| 1 grudnia                                | Bieg pościgowy na 10 km                  | Elisabeth Högberg                        | Irina Starych                            | Jekatierina Głazyrina                    |

| 2. Ridnaun, 9–15 grudnia 2019 | 2. Ridnaun, 9–15 grudnia 2019 | 2. Ridnaun, 9–15 grudnia 2019 | 2. Ridnaun, 9–15 grudnia 2019 | 2. Ridnaun, 9–15 grudnia 2019 |
| Data                          | Konkurencja                   | miejsce                       | miejsce                       | miejsce                       |
| ----------------------------- | ----------------------------- | ----------------------------- | ----------------------------- | ----------------------------- |
| 12 grudnia                    | Supersprint                   | Ingela Andersson              | Anastasija Merkuszyna         | Lou Jeanmonnot                |
| 14 grudnia                    | Sprint na 7,5 km              | Johanna Skottheim             | Irina Starych                 | Anastasija Porszniewa         |
| 15 grudnia                    | Bieg masowy na 12 km          | Anastasija Porszniewa         | Jekatierina Głazyrina         | Alexia Runggaldier            |

| 3. Obertilliach, 16–21 grudnia 2019 | 3. Obertilliach, 16–21 grudnia 2019 | 3. Obertilliach, 16–21 grudnia 2019 | 3. Obertilliach, 16–21 grudnia 2019 | 3. Obertilliach, 16–21 grudnia 2019 |
| Data                                | Konkurencja                         | miejsce                             | miejsce                             | miejsce                             |
| ----------------------------------- | ----------------------------------- | ----------------------------------- | ----------------------------------- | ----------------------------------- |
| 18 grudnia                          | Bieg indywidualny na 12,5 km        | Stefanie Scherer                    | Anastasija Merkuszyna               | Anna Weidel                         |
| 20 grudnia                          | Sprint na 7,5 km                    | Johanna Skottheim                   | Anna Magnusson                      | Anastasija Merkuszyna               |

| 4. Osrblie, 6–12 stycznia 2020 | 4. Osrblie, 6–12 stycznia 2020 | 4. Osrblie, 6–12 stycznia 2020 | 4. Osrblie, 6–12 stycznia 2020 | 4. Osrblie, 6–12 stycznia 2020 |
| Data                           | Konkurencja                    | miejsce                        | miejsce                        | miejsce                        |
| ------------------------------ | ------------------------------ | ------------------------------ | ------------------------------ | ------------------------------ |
| 10 stycznia                    | Bieg indywidualny na 12,5 km   | Jekatierina Głazyrina          | Jewgienija Pawłowa             | Alexia Runggaldier             |
| 12 stycznia                    | Sprint na 7,5 km               | Jewgienija Pawłowa             | Irene Cadurisch                | Vanessa Voigt                  |

| 5. Osrblie, 13–18 stycznia 2020 | 5. Osrblie, 13–18 stycznia 2020 | 5. Osrblie, 13–18 stycznia 2020 | 5. Osrblie, 13–18 stycznia 2020 | 5. Osrblie, 13–18 stycznia 2020 |
| Data                            | Konkurencja                     | miejsce                         | miejsce                         | miejsce                         |
| ------------------------------- | ------------------------------- | ------------------------------- | ------------------------------- | ------------------------------- |
| 17 stycznia                     | Sprint na 7,5 km                | Karoline Erdal                  | Wiktorija Sliwko                | Jekatierina Głazyrina           |
| 18 stycznia                     | Bieg pościgowy na 10 km         | Elisabeth Högberg               | Anastasija Porszniewa           | Franziska Hildebrand            |

| 6. Martell, 3–9 lutego 2020 | 6. Martell, 3–9 lutego 2020 | 6. Martell, 3–9 lutego 2020 | 6. Martell, 3–9 lutego 2020 | 6. Martell, 3–9 lutego 2020 |
| Data                        | Konkurencja                 | miejsce                     | miejsce                     | miejsce                     |
| --------------------------- | --------------------------- | --------------------------- | --------------------------- | --------------------------- |
| 8 lutego                    | Sprint na 7,5 km            | Uljana Kajszewa             | Franziska Hildebrand        | Wiktorija Sliwko            |
| 9 lutego                    | Bieg masowy na 12 km        | Ida Lien                    | Franziska Hildebrand        | Julija Żurawok              |

| 7. Martell, 10–16 lutego 2020 | 7. Martell, 10–16 lutego 2020 | 7. Martell, 10–16 lutego 2020 | 7. Martell, 10–16 lutego 2020 | 7. Martell, 10–16 lutego 2020 |
| Data                          | Konkurencja                   | miejsce                       | miejsce                       | miejsce                       |
| ----------------------------- | ----------------------------- | ----------------------------- | ----------------------------- | ----------------------------- |
| 13 lutego                     | Supersprint                   | Ingela Andersson              | Jewgienija Pawłowa            | Amy Baserga                   |
| 15 lutego                     | Sprint na 7,5 km              | Elisabeth Högberg             | Synnøve Solemdal              | Julija Żurawok                |
| 16 lutego                     | Bieg pościgowy na 10 km       | Elisabeth Högberg             | Jewgienija Pawłowa            | Uljana Kajszewa               |

| Mistrzostwa Europy, Raubiczy, 24 lutego–1 marca 2020 | Mistrzostwa Europy, Raubiczy, 24 lutego–1 marca 2020 | Mistrzostwa Europy, Raubiczy, 24 lutego–1 marca 2020 | Mistrzostwa Europy, Raubiczy, 24 lutego–1 marca 2020 | Mistrzostwa Europy, Raubiczy, 24 lutego–1 marca 2020 |
| Data                                                 | Konkurencja                                          | miejsce                                              | miejsce                                              | miejsce                                              |
| ---------------------------------------------------- | ---------------------------------------------------- | ---------------------------------------------------- | ---------------------------------------------------- | ---------------------------------------------------- |
| 26 lutego                                            | Supersprint                                          | Jewgienija Pawłowa                                   | Ołena Pidhruszna                                     | Chloé Chevalier                                      |
| 29 lutego                                            | Sprint na 7,5 km                                     | Elisabeth Högberg                                    | Ida Lien                                             | Iryna Kryuko                                         |
| 1 marca                                              | Bieg pościgowy na 10 km                              | Jelena Kruczinkina                                   | Kristina Riezcowa                                    | Elisabeth Högberg                                    |

| 9. Raubiczy, 2–6 marca 2020 | 9. Raubiczy, 2–6 marca 2020 | 9. Raubiczy, 2–6 marca 2020 | 9. Raubiczy, 2–6 marca 2020 | 9. Raubiczy, 2–6 marca 2020 |
| Data                        | Konkurencja                 | miejsce                     | miejsce                     | miejsce                     |
| --------------------------- | --------------------------- | --------------------------- | --------------------------- | --------------------------- |
| 4 marca                     | Sprint na 7,5 km            | Elisabeth Högberg           | Stefanie Scherer            | Åsne Skrede                 |
| 5 marca                     | Sprint na 7,5 km            | Ingela Andersson            | Caroline Colombo            | Jekatierina Głazyrina       |
| 6 marca                     | Bieg masowy na 12 km        | Stefanie Scherer            | Wiktorija Sliwko            | Caroline Colombo            |

### Sztafety mieszane
| 3. Obertilliach, 16–21 grudnia 2019 | 3. Obertilliach, 16–21 grudnia 2019          | 3. Obertilliach, 16–21 grudnia 2019        | 3. Obertilliach, 16–21 grudnia 2019                | 3. Obertilliach, 16–21 grudnia 2019              |
| Data                                | Konkurencja                                  | miejsce                                    | miejsce                                            | miejsce                                          |
| ----------------------------------- | -------------------------------------------- | ------------------------------------------ | -------------------------------------------------- | ------------------------------------------------ |
| 21 grudnia                          | Pojedyncza sztafeta mieszana (6 km + 7,5 km) | Niemcy Stefanie Scherer · Lucas Fratzscher | Rosja Anastasija Porszniewa · Aleksandr Powarnicyn | Norwegia Karoline Erdal · Sindre Fjellheim Jorde |
| 21 grudnia                          | Sztafeta mieszana (4 × 6 km)                 | Zawody odwołane                            | Zawody odwołane                                    | Zawody odwołane                                  |

| 5. Osrblie, 13–18 stycznia 2020 | 5. Osrblie, 13–18 stycznia 2020              | 5. Osrblie, 13–18 stycznia 2020                                                     | 5. Osrblie, 13–18 stycznia 2020                                                   | 5. Osrblie, 13–18 stycznia 2020                                                    |
| Data                            | Konkurencja                                  | miejsce                                                                             | miejsce                                                                           | miejsce                                                                            |
| ------------------------------- | -------------------------------------------- | ----------------------------------------------------------------------------------- | --------------------------------------------------------------------------------- | ---------------------------------------------------------------------------------- |
| 15 stycznia                     | Pojedyncza sztafeta mieszana (6 km + 7,5 km) | Norwegia Endre Strømsheim · Karoline Erdal                                          | Francja Aristide Bègue · Lou Jeanmonnot                                           | Ukraina Witalij Trusz · Julija Żurawok                                             |
| 15 stycznia                     | Sztafeta mieszana (4 × 7,5 km)               | Rosja Wadim Filimonow · Siemion Sucziłow · Jekatierina Głazyrina · Wiktorija Sliwko | Niemcy Lucas Fratzscher · Florian Hollandt · Franziska Hildebrand · Vanessa Voigt | Norwegia Sindre Pettersen · Håvard Bogetveit · Ida Lien · Emilie Ågheim Kalkenberg |

| Mistrzostwa Europy, Raubiczy, 24 lutego–1 marca 2020 | Mistrzostwa Europy, Raubiczy, 24 lutego–1 marca 2020 | Mistrzostwa Europy, Raubiczy, 24 lutego–1 marca 2020                        | Mistrzostwa Europy, Raubiczy, 24 lutego–1 marca 2020                                 | Mistrzostwa Europy, Raubiczy, 24 lutego–1 marca 2020                                |
| Data                                                 | Konkurencja                                          | miejsce                                                                     | miejsce                                                                              | miejsce                                                                             |
| ---------------------------------------------------- | ---------------------------------------------------- | --------------------------------------------------------------------------- | ------------------------------------------------------------------------------------ | ----------------------------------------------------------------------------------- |
| 27 lutego                                            | Pojedyncza sztafeta mieszana (6 km + 7,5 km)         | Norwegia Karoline Erdal · Endre Strømsheim                                  | Niemcy Stefanie Scherer · Justus Strelow                                             | Ukraina Anastasija Merkuszyna · Rusłan Tkałenko                                     |
| 27 lutego                                            | Sztafeta mieszana (4 × 6 km)                         | Ukraina Wałentyna Semerenko · Julija Dżima · Artem Pryma · Dmytro Pidruczny | Rosja Kristina Riezcowa · Wiktorija Sliwko · Eduard Łatypow · Said Karimułła Khalili | Norwegia Åsne Skrede · Ida Lien · Sivert Guttorm Bakken · Aleksander Fjeld Andersen |

## Klasyfikacje

### Mężczyźni
| Miejsce | Zawodnik                  | Punkty |
| ------- | ------------------------- | ------ |
| 1.      | Lucas Fratzscher          | 746    |
| 2.      | Endre Strømsheim          | 745    |
| 3.      | Kiriłł Strielcow          | 660    |
| 4.      | Martin Perrillat-Bottonet | 599    |
| 5.      | Håvard Bogetveit          | 561    |
| 6.      | Wasilij Tomszyn           | 540    |
| 7.      | Sivert Guttorm Bakken     | 532    |
| 8.      | Lars Helge Birkeland      | 499    |
| 9.      | Sindre Pettersen          | 498    |
| 10.     | Fredrik Gjesbakk          | 495    |

| Miejsce | Zawodnik                  | Punkty |
| ------- | ------------------------- | ------ |
| 11.     | Roman Rees                | 476    |
| 12.     | Said Karimułła Khalili    | 450    |
| 13.     | Wiktar Kryuko             | 416    |
| 14.     | Justus Strelow            | 384    |
| 15.     | Emilien Claude            | 346    |
| 16.     | Philipp Nawrath           | 342    |
| 17.     | Sindre Fjellheim Jorde    | 318    |
| 18.     | Aleksander Fjeld Andersen | 291    |
| 19.     | Dominic Schmuck           | 281    |
| 20.     | Andrij Docenko            | 263    |

| Miejsce | Zawodnik                  | Punkty |
| ------- | ------------------------- | ------ |
| 1.      | Endre Strømsheim          | 96     |
| 2.      | Sivert Guttorm Bakken     | 72     |
| 3.      | Kiriłł Strielcow          | 69     |
| 4.      | Philipp Nawrath           | 61     |
| 5.      | Serhij Semenow            | 60     |
| 6.      | Sindre Fjellheim Jorde    | 55     |
| 7.      | Roman Rees                | 54     |
| 7.      | Lucas Fratzscher          | 54     |
| 9.      | Martin Perrillat-Bottonet | 53     |
| 10.     | Lars Helge Birkeland      | 48     |

| Miejsce | Zawodnik                  | Punkty |
| ------- | ------------------------- | ------ |
| 1.      | Lucas Fratzscher          | 361    |
| 2.      | Martin Perrillat-Bottonet | 331    |
| 3.      | Kiriłł Strielcow          | 299    |
| 4.      | Endre Strømsheim          | 296    |
| 5.      | Håvard Bogetveit          | 291    |
| 6.      | Sivert Guttorm Bakken     | 277    |
| 7.      | Fredrik Gjesbakk          | 277    |
| 8.      | Sindre Pettersen          | 274    |
| 9.      | Wasilij Tomszyn           | 243    |
| 10.     | Aleksander Fjeld Andersen | 194    |

| Miejsce | Zawodnik                  | Punkty |
| ------- | ------------------------- | ------ |
| 1.      | Endre Strømsheim          | 143    |
| 2.      | Lucas Fratzscher          | 129    |
| 3.      | Kiriłł Strielcow          | 124    |
| 4.      | Martin Perrillat-Bottonet | 116    |
| 5.      | Wasilij Tomszyn           | 113    |
| 6.      | Said Karimułła Khalili    | 110    |
| 7.      | Fredrik Gjesbakk          | 92     |
| 8.      | Sindre Pettersen          | 91     |
| 9.      | Erik Lesser               | 90     |
| 10.     | Håvard Bogetveit          | 85     |

| Miejsce | Zawodnik               | Punkty |
| ------- | ---------------------- | ------ |
| 1.      | Lars Helge Birkeland   | 103    |
| 2.      | Kiriłł Strielcow       | 103    |
| 3.      | Lucas Fratzscher       | 94     |
| 4.      | Endre Strømsheim       | 94     |
| 5.      | Emilien Claude         | 87     |
| 6.      | Said Karimułła Khalili | 84     |
| 7.      | Justus Strelow         | 81     |
| 8.      | Roman Rees             | 74     |
| 9.      | Håvard Bogetveit       | 66     |
| 10.     | Wasilij Tomszyn        | 65     |

| Miejsce | Zawodnik              | Punkty |
| ------- | --------------------- | ------ |
| 1.      | Lars Helge Birkeland  | 154    |
| 2.      | Endre Strømsheim      | 116    |
| 3.      | Lucas Fratzscher      | 108    |
| 4.      | Roman Rees            | 102    |
| 5.      | Wasilij Tomszyn       | 99     |
| 6.      | Sivert Guttorm Bakken | 92     |
| 7.      | Kiriłł Strielcow      | 88     |
| 8.      | Wiktar Kryuko         | 84     |
| 9.      | Justus Strelow        | 81     |
| 10.     | Håvard Bogetveit      | 80     |

| Miejsce | Kraj       | Punkty |
| ------- | ---------- | ------ |
| 1.      | Norwegia   | 7759   |
| 2.      | Niemcy     | 7224   |
| 3.      | Rosja      | 7203   |
| 4.      | Ukraina    | 6619   |
| 5.      | Francja    | 6370   |
| 6.      | Austria    | 5832   |
| 7.      | Włochy     | 5628   |
| 8.      | Szwajcaria | 5523   |
| 9.      | Czechy     | 5365   |
| 10.     | Szwecja    | 5190   |

### Kobiety
| Miejsce | Zawodniczka           | Punkty |
| ------- | --------------------- | ------ |
| 1.      | Elisabeth Högberg     | 693    |
| 2.      | Jekatierina Głazyrina | 654    |
| 3.      | Anastasija Porszniewa | 566    |
| 4.      | Stefanie Scherer      | 555    |
| 5.      | Ingela Andersson      | 541    |
| 6.      | Vanessa Voigt         | 526    |
| 7.      | Wiktorija Sliwko      | 514    |
| 8.      | Karoline Erdal        | 504    |
| 9.      | Ida Lien              | 417    |
| 10.     | Maren Hammerschmidt   | 396    |

| Miejsce | Zawodniczka           | Punkty |
| ------- | --------------------- | ------ |
| 11.     | Emma Nilsson          | 393    |
| 12.     | Julija Żurawok        | 377    |
| 13.     | Alexia Runggaldier    | 372    |
| 14.     | Gilonne Guigonnat     | 372    |
| 15.     | Polina Szewnina       | 364    |
| 16.     | Caroline Colombo      | 344    |
| 17.     | Anastasija Merkuszyna | 340    |
| 18.     | Irina Starych         | 326    |
| 19.     | Jewgienija Pawłowa    | 322    |
| 20.     | Uljana Kajszewa       | 315    |

| Miejsce | Zawodniczka           | Punkty |
| ------- | --------------------- | ------ |
| 1.      | Elisabeth Högberg     | 372    |
| 2.      | Jekatierina Głazyrina | 351    |
| 3.      | Karoline Erdal        | 298    |
| 4.      | Vanessa Voigt         | 277    |
| 5.      | Stefanie Scherer      | 271    |
| 6.      | Anastasija Porszniewa | 257    |
| 7.      | Ida Lien              | 225    |
| 8.      | Wiktorija Sliwko      | 216    |
| 9.      | Maren Hammerschmidt   | 204    |
| 10.     | Ingela Andersson      | 192    |

| Miejsce | Zawodniczka           | Punkty |
| ------- | --------------------- | ------ |
| 1.      | Stefanie Scherer      | 94     |
| 2.      | Jekatierina Głazyrina | 92     |
| 3.      | Anna Weidel           | 78     |
| 4.      | Karolin Horchler      | 78     |
| 5.      | Vanessa Voigt         | 55     |
| 6.      | Anastasija Merkuszyna | 54     |
| 6.      | Jewgienija Pawłowa    | 54     |
| 8.      | Gilonne Guigonnat     | 51     |
| 9.      | Alexia Runggaldier    | 48     |
| 10.     | Olga Abramowa         | 47     |

| Miejsce | Zawodniczka           | Punkty |
| ------- | --------------------- | ------ |
| 1.      | Elisabeth Högberg     | 228    |
| 2.      | Uljana Kajszewa       | 112    |
| 3.      | Vanessa Voigt         | 106    |
| 4.      | Jekatierina Głazyrina | 104    |
| 5.      | Anastasija Porszniewa | 103    |
| 6.      | Wiktorija Sliwko      | 102    |
| 7.      | Karoline Erdal        | 89     |
| 8.      | Ida Lien              | 83     |
| 9.      | Ingela Andersson      | 76     |
| 10.     | Alexia Runggaldier    | 72     |

| Miejsce | Zawodniczka           | Punkty |
| ------- | --------------------- | ------ |
| 1.      | Ingela Andersson      | 138    |
| 2.      | Jewgienija Pawłowa    | 114    |
| 3.      | Anastasija Merkuszyna | 92     |
| 4.      | Chloé Chevalier       | 78     |
| 5.      | Wiktorija Sliwko      | 75     |
| 6.      | Camille Bened         | 71     |
| 7.      | Anastasija Porszniewa | 71     |
| 8.      | Natálie Jurčová       | 68     |
| 9.      | Uljana Kajszewa       | 64     |
| 10.     | Emma Nilsson          | 63     |

| Miejsce | Zawodniczka           | Punkty |
| ------- | --------------------- | ------ |
| 1.      | Anastasija Porszniewa | 124    |
| 2.      | Ingela Andersson      | 95     |
| 3.      | Wiktorija Sliwko      | 92     |
| 4.      | Polina Szewnina       | 92     |
| 5.      | Stefanie Scherer      | 89     |
| 6.      | Maren Hammerschmidt   | 89     |
| 7.      | Olga Abramowa         | 86     |
| 8.      | Vanessa Voigt         | 83     |
| 9.      | Caroline Colombo      | 82     |
| 10.     | Ida Lien              | 76     |

| Miejsce | Kraj       | Punkty |
| ------- | ---------- | ------ |
| 1.      | Rosja      | 7506   |
| 2.      | Niemcy     | 7223   |
| 3.      | Szwecja    | 7008   |
| 4.      | Ukraina    | 6929   |
| 5.      | Norwegia   | 6791   |
| 6.      | Francja    | 6375   |
| 7.      | Włochy     | 5595   |
| 8.      | Austria    | 5589   |
| 9.      | Szwajcaria | 5402   |
| 10.     | Czechy     | 5275   |

### Sztafety mieszane
| Miejsce | Kraj      | Punkty |
| ------- | --------- | ------ |
| 1.      | Norwegia  | 264    |
| 2.      | Rosja     | 240    |
| 3.      | Niemcy    | 239    |
| 4.      | Ukraina   | 237    |
| 5.      | Francja   | 200    |
| 6.      | Austria   | 175    |
| 7.      | Czechy    | 174    |
| 8.      | Szwecja   | 170    |
| 9.      | Polska    | 161    |
| 10.     | Finlandia | 141    |

| Miejsce | Kraj              | Punkty |
| ------- | ----------------- | ------ |
| 11.     | Estonia           | 139    |
| 12.     | Łotwa             | 135    |
| 13.     | Białoruś          | 128    |
| 14.     | Stany Zjednoczone | 124    |
| 15.     | Włochy            | 122    |
| 16.     | Szwajcaria        | 104    |
| 17.     | Rumunia           | 93     |
| 18.     | Kazachstan        | 80     |
| 19.     | Bułgaria          | 74     |
| 20.     | Słowacja          | 71     |